# 阿迪阿凱省
5°17′N 3°18′W / 5.283°N 3.300°W

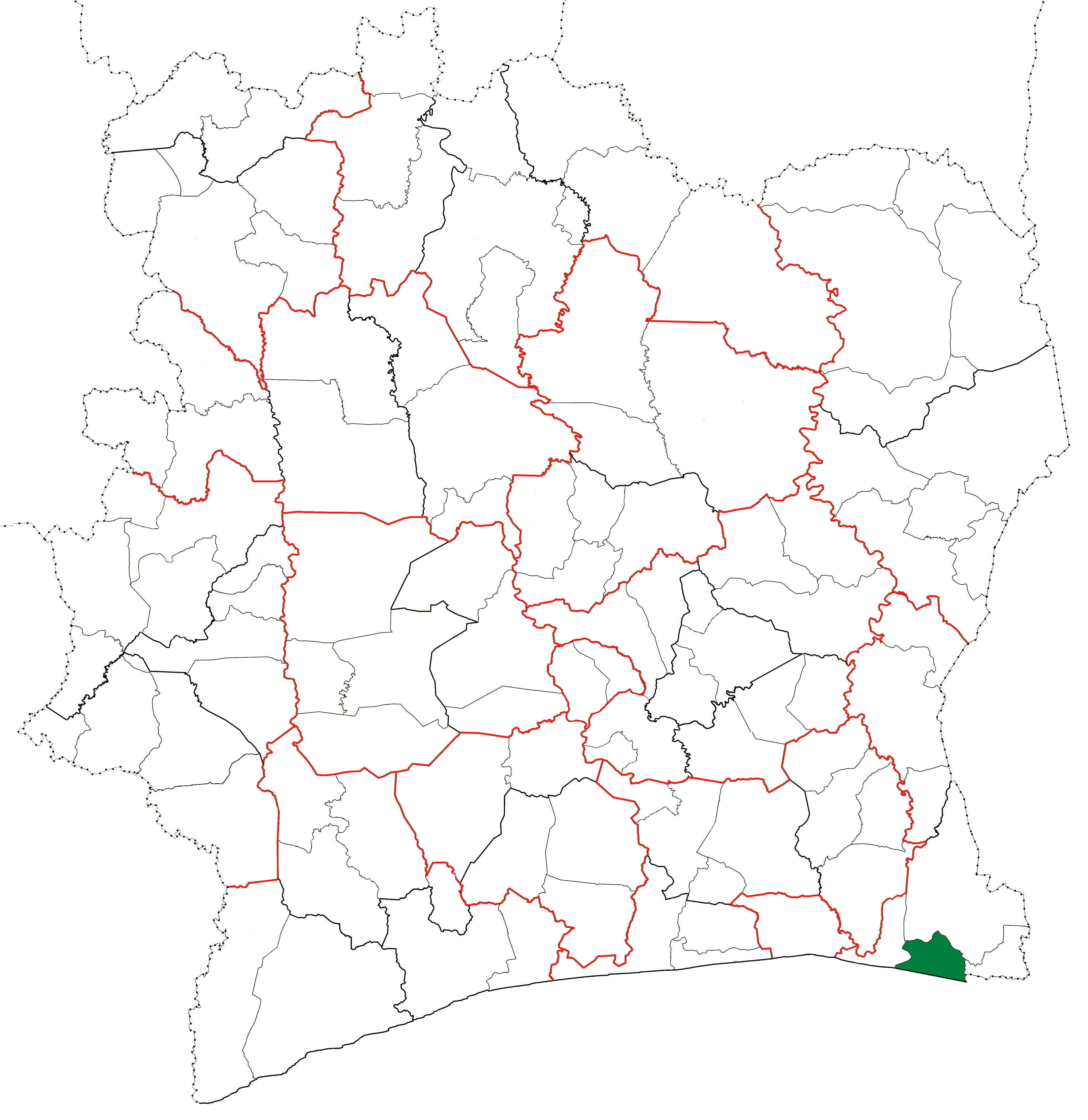

阿迪阿凱省（Adiaké Department），是科特迪瓦的省份，位於該國東南部科莫埃區，由南科莫埃區負責管轄，成立於1998年，面積1,088平方公里，2014年人口83,547，人口密度每平方公里77人。